# Церква святої Преподобної Параскеви (Висипівці)
Церква святої Преподобної Параскеви у Висипівцях — парафія і храм греко-католицької громади Озернянського деканату Тернопільсько-Зборівської архієпархії Української греко-католицької церкви в селі Висипівці Тернопільського району Тернопільської области.
Оголошена пам'яткою архітектури місцевого значення.

## Історія церкви
Храм і парафію заснували у 1867 році. Вони належали до УГКЦ з 1867 до 1946 року, а потім, з 1990 року, знову повернулися в її лоно.
У 2003 році парафію відвідав владика Михаїл Колтун.
При церкві діє Вівтарна дружина.

## Парохи
- о. О. Кобель (1990),
- о. Іван Марщівський (з 1991).